# Zajta
Zajta es un pueblo ubicado en el distrito de Fehérgyarmat, en el condado de Szabolcs-Szatmár-Bereg, Hungría.

## Superficie
Posee una superficie de 9,190 kilómetros cuadrados.

## Demografía
Hasta 2019 la población era de 402 habitantes, con una densidad de población de 43,74 habitantes por kilómetro cuadrado.